# Ivanovac
Ivanovac – wieś w Chorwacji, w żupanii osijecko-barańskiej, w gminie Antunovac. W 2011 roku liczyła 1522 mieszkańców.